# Ronald Richter
Ronald Richter (Falkenau an der Eger, Austria-Hungría, 11 de octubre de 1909-Viedma, Argentina, 25 de septiembre de 1991) fue un científico austríaco, nacionalizado argentino, que se hizo famoso en conexión con el Proyecto Huemul de Argentina, un intento para generar energía mediante fusión nuclear en la década de 1950, durante la primera presidencia de Juan Domingo Perón .

## Nacionalidad
De origen germano, Richter habría nacido en Falkenau an der Eger, durante el dominio austrohúngaro de esta región de los Sudetes checos que es actualmente parte de la República Checa (que fue conocida hasta 1948 como Falknov nad Ohří, y luego renombrada Sokolov).
Diferentes fuentes atribuyen a Richter la nacionalidad austríaca o alemana. Tras la derrota de Adolf Hitler en 1945 emigró a Argentina, donde tomó la ciudadanía de dicha nación. Esta nacionalidad fue obtenida en septiembre de 1946.

## Estudios
Richter asistió a la Universidad Carolina de Praga, aunque las fuentes difieren sobre el tipo y profundidad de sus estudios. De acuerdo con Hugo Gambini, Richter obtuvo un doctorado en ciencias naturales en 1935. Otros autores, por el contrario, afirman que no logró su doctorado debido a que malinterpretó el resultado de sus investigaciones: creyó haber encontrado una fuente de rayos delta en la superficie misma de la Tierra, aunque en realidad estaba detectando la dispersión a nivel del suelo de rayos X provenientes de otras fuentes.[cita requerida]
En este sentido Richard Gans afirmó: 

Richter elaboró una tesis en la Universidad Alemana de Praga, en la que proponía detectar “rayos delta” emitidos desde la Tierra. El profesor Heinrich Rausch von Traubenberg no estuvo de acuerdo con el proyecto. El “joven genio” se retiró a trabajar en otro lugar y terminó graduándose en una especialidad diferente.

Kurt Sitte sostiene una versión complementaria de los hechos: 

(...) cuando yo me desempeñaba como asistente del profesor Furth en el Departamento de Física Experimental de la Universidad de Praga, [Richter] intentó interesarnos en un proyecto fantástico. Había leído (no en una publicación científica, desde luego) sobre el descubrimiento de una misteriosa radiación, los “rayos terrestres”, que irradiaban desde el interior de la Tierra y causaban una inmensa variedad de fabulosos efectos. Él quería investigar este fenómeno. Estaba muy excitado con la idea y fue muy difícil convencerlo (si realmente lo logramos) de que la “evidencia” citada era espuria.
Mariscotti, 1985, p. 277-278

Su tesis nunca fue publicada.

## Trabajos

### Europa
Cuando Richter trabajó en Alemania en el periodo 1939-1943, conoció a Kurt Tank, un reconocido ingeniero aeronáutico que más tarde emigró a Argentina, ayudado por el gobierno del General Perón, dentro del plan de industrialización y armamento militar de la nación, bajo el nombre falso de Pedro Matthies.

### Argentina
Recomendado a Perón por Kurt Tank, Richter se trasladó a Argentina y fue recibido, de acuerdo a Gambini, por el industrial alemán Augusto Siebrecht, ex-espía nazi. Él llevó a Richter a Córdoba, donde Kurt Tank estaba desarrollando aviones. Perón había empleado a Kurt Tank para diseñar y producir aviones y Tank se interesó en la propuesta de Richter de usar energía nuclear para impulsarlos. Cuando luego de un breve tiempo Richter fue presentado a Perón él le propuso un programa que luego llegaría a ser conocido como el Proyecto Huemul: producción de energía por medio de reacción controlada de fusión nuclear. Perón condecoró a Richter con la Medalla Peronista.
Una comisión fiscalizadora integrada por los científicos José Antonio Balseiro y Mario Báncora, entre otros, invalidó los argumentos de Richter con fundamentos de carácter teórico y demostró que no tenían allí ningún dispositivo que pudiera generar un campo magnético oscilante para lograr un efecto de resonancia con la frecuencia necesaria de precesión de Larmor como sostenía Richter. Balseiro relató cómo las experiencias y comprobaciones realizadas por Richter habían fracasado y aseguró que era falso que hubiera logrado generar alguna reacción de carácter termonuclear controlada y su opinión fue que Richter había mostrado un desconocimiento sorprendente sobre el tema. Báncora también denunció el engaño y la inviabilidad del proyecto fraudulento demostrándolo experimentalmente en la Escuela de Mecánica de la Armada y cuyo informe fue decisivo. El proyecto resultó ser un fraude y el gobierno debió suspenderlo.